# The Student
The Student is de zeventiende aflevering van het tiende seizoen van de televisieserie ER, die voor het eerst werd uitgezonden op 1 april 2004.

## Verhaal
Rasgotra krijgt van dr. Carter te horen dat zij kordater moet optreden als zij wil blijven werken op de SEH. Zij gaat hierin echter te ver en haar patiënt overlijdt met een hersenbeschadiging, dr. Gallant vervalst dan de medische gegevens zodat hij hier verantwoordelijk voor is en zij buiten schot blijft. 
Dr. Kovac heeft een jong patiëntje onder zijn hoede, later blijkt uit bloedonderzoek dat de vader niet de biologische vader is.
Dr. Jing-Mei krijgt van de zuster die haar vader verzorgt te horen dat zij ontslag neemt, dit omdat haar vader de zuster agressief heeft benaderd. 
Dr. Lewis en Chuck worden lastiggevallen door een man die op zwangere vrouwen valt. Uiteindelijk kan Chuck het niet meer aanzien en slaat de man neer, deze dreigt nu met een aangifte tegen hem. Uiteindelijk kan dr. Lewis hem overhalen om geen aangifte te doen, zij moet hier wel een hoge prijs voor betalen. 
Dr. Kovac en Taggart willen Alex een leuke verjaardag geven alleen hebben zij geen idee wat. Dr. Kovac komt dan uiteindelijk met een idee, hij wil met hen met een camper op een visvakantie.
De SEH krijgt bezoek van Martin die herstellende is van zijn hartinfarct. Hij houdt zich groot met zijn ziekteverlof maar uiteindelijk geeft hij toe dat hij iedereen mist.
Dr. Corday twijfelt nog steeds over wie zij moet kiezen tussen de twee mannen waarmee zij nu een relatie heeft. 

## Rolverdeling

### Hoofdrollen
- Noah Wyle - Dr. John Carter
- Mekhi Phifer - Dr. Gregory Pratt
- Alex Kingston - Dr. Elizabeth Corday
- Goran Višnjić - Dr. Luka Kovac
- Sherry Stringfield - Dr. Susan Lewis
- Ming-Na - Dr. Jing-Mei Chen
- Sharif Atkins - Dr. Michael Gallant
- Laura Innes - Dr. Kerry Weaver
- Linda Cardellini - verpleegster Samantha 'Sam' Taggart
- Oliver Davis - Alex Taggart
- Laura Cerón - verpleegster Chuny Marquez
- Kyle Richards - verpleegster Dori
- Montae Russell - ambulancemedewerker Dwight Zadro
- Brian Lester - ambulancemedewerker Brian Dumar
- Louie Liberti - ambulancemedewerker Bardelli
- Parminder Nagra - Neela Rasgrota
- Maura Tierney - Abby Lockhart
- Troy Evans - Frank Martin
- Abraham Benrubi - Jerry Markovic
- Donal Logue - Chuck Martin

### Gastrollen (selectie)
- Kurt Caceres - Luis Sanchez
- Zilah Mendoza - Mrs. Sanchez
- Patrick Kerr - George Deakins
- Peter Jacobson - man die op zwangere vrouwen valt
- Jeanne Sakata - Lucia Rodriguez
- Rocky Carroll - Mr. Walker
- Louise Claps - Mrs. Jenkins